# N-06C
ドコモ スマートフォン MEDIAS WP N-06C（ドコモ スマートフォン メディアス ダブルピー エヌゼロロクシー）、後のdocomo with series MEDIAS WP N-06C（ドコモ ウィズ シリーズ メディアス ダブルピー エヌゼロロクシー）は、NECカシオ モバイルコミュニケーションズによって開発された、NTTドコモの第三世代携帯電話（FOMA）端末である。ドコモ スマートフォンのひとつとして発売され、2011年冬モデル発表以降はdocomo with seriesに分類されている。

## 概要
本端末はNECのスマートフォンブランドであるMEDIASシリーズ第2弾で、N-04Cの後継機である。
大きな特徴としては、N-04Cをベースに、新たにIPX5/7相当の防水性能も搭載されている。また、ワンセグ、おサイフケータイ、赤外線を搭載したまま、薄さ7.9mm、重さ113gと極薄、軽量を実現している。N-04Cと同様、薄さを保つためにディスプレイ表面のガラスはGorilla Glass（ゴリラガラス）を採用しており、端末が壊れないよう、ステンレスと樹脂を一体化した「強剛性ハイブリッド構造」やアルミフレームなどによって剛性を確保している。
N-04Cに近いデザインとなっているが、表面は防水性能を高めるために、N-04Cの表面下部にあった、ホームボタン、戻るボタン、サーチキーなどのハードキーは、静電容量式のタッチタイプのボタンとなっている。裏面には、LEDフラッシュの搭載されたカメラ、音量ボタン、赤外線ポートが備え付けられている他、サードパーティーのカバーなどが取り付けやすい形状となっている。液晶画面はゴリラガラスを使ったフルタッチ対応の静電容量式のタッチパネルとなっている。
またCPUはSnapdragon MSM8255 1GHzへクロックアップ、N-04Cではandroid 2.2だったOSはAndroid 2.3になっている。
通信速度も向上し、下り最大14MbpsといったHSDPAカテゴリー10に対応した高速通信が利用可能となるうえ、WiFiではIEEE802.11b/g/nが対応し、最大150Mbpsの超高速通信も利用可能となる。
文字入力方式は、N-04Cで採用されたATOKのほかに従来のNEC製携帯電話で採用されてきたT9式にも対応している。
WiFiテザリングに対応している。最大5機種同時接続可。
カメラは510万画素と、N-04Cと同等であるが、起動から撮影までが速い「瞬撮」機能に対応する「瞬撮起動（約0.8秒）と瞬速撮影（撮影間隔約0.9秒）」を実現。その他にISO12800の高感度撮影、6軸手振れ補正、自動シーン判別などの機能も搭載されている。また動画撮影ではHD動画の撮影も可能となっている。
センサーは光センサー、Gセンサー（加速度センサー）などが搭載されており、Gセンサーを使って、歩数計機能が利用可能となっている。またその歩数計とセットで健康管理ができる、アプリケーション「MEDIAS WELLNESS」が利用可能となっている。
本端末ではNTTドコモが開発したAndroid用のユーザーインターフェースであるdocomo Palette UIが搭載されており、このUIを利用することで、たくさんダウンロードしたアプリケーションなどをカテゴリー毎に整理することが可能となり、目的のアプリケーションが簡単にみつけることができるようになる。またパレットは自分好みの色にすることができるほか、よく使うアプリを自動的に最上段に表示させることができる。
そのほかのドコモ仕様のアプリとして、BeeTV、iチャネル、メロディコール、トルカにも対応する。
ワンセグでは「Gガイド番組表」アプリから視聴・録画の予約が可能なほか、持ち出し機能に対応したパソコンなどで録画した地デジ番組をmicroSDHCカードで持ち出して、外出先で試聴することも可能となっている。
電話帳には電話番号やメールアドレスのほか、mixiやTwitter、Facebookといったソーシャルネットワークサービスのアカウントも登録でき、表示される各SNSのアイコンをタップするだけで、その人とSNSを通じたやりとりが簡単にできるようになっている。
ブラウザ画面やメールなどに表示されている文字をタップするだけでブラウザなどから検索を行う、タップサーチ機能もN-04Cから引き続き搭載されている。
'PC Link' 機能が搭載され、N-06CをサーバにしてWiFi経由でPCのブラウザから接続し、データの閲覧を行うことができる。
また同機種にはamadanaとのコラボモデルも用意されており、amadanaモデルにはamadanaのロゴが入った専用のレザーケースが同梱されているほか、オリジナル音楽プレーヤーやSNSツールなどの専用アプリがプリインストールされている。
タイ市場向けに販売されているMEDIAS 101S（NEC-101S）、メキシコのTelcel社向けに発売されているMEDIAS 101T（NEC-101T）、BIGLOBE 3G向けのMEDIAS for BIGLOBE（NEC-102）はこの機種がベースとなっている。このうち、MEDIAS for BIGLOBEはセット販売されるSIMカードがデータ通信専用のため「ほぼスマホ」を自称している。

## メール・ブラウザ
ブラウザではFlash Player 10.2、JavaScript、HTML5がアドオンされており、パソコンとほぼ同等の動きのあるサイトの閲覧が可能となっている。
メールではGmailやPOP、IMAPのメールがサポートされているほか、iモードメールと同じ@docomo.ne.jpのプッシュ型のキャリアメールが利用できるように、spモードアプリがプリインストールされている。Gmailでは複数アカウントでプッシュメールが利用できる。また音声入力メールが対応している。
spモードでは、My docomoのID発行や、ケータイデータお預かりサービスのような電話帳のバックアップを利用することができる。

## アプリケーション
Android OS用のアプリケーションマーケットである、Androidマーケットが利用可能であり、30万を超えるアプリケーションの中から、自由にアプリケーションをインストールできる。
その他に、NTTドコモが提供するドコモマーケットからもアプリケーションをダウンロードができる。なおこれらのなかで日本円に対応したアプリケーションでは、携帯電話料金課金に対応している。

## 搭載アプリ
- Topics - Twitterなどで盛り上がっている旬の情報を、自動的に取得し、雑誌風に通知してくれる。
- Days - 自分のメールの送信履歴やSNSの履歴、写真の撮影履歴などから、いつどんな行動をしたのかといった、日記風の履歴をのこしてくれる。
- ドコモマーケット
- BeeTV
- E★エブリスタ
- メロディコール
- Quickoffice - Word、Excel、PowerPointファイルの閲覧・編集およびPDFファイルの閲覧が可能。
- iD設定アプリ
- MEDIAS NAVI
- ついっぷる（twitterアプリ）
- Evernote
- 電子書籍ストア 2Dfacto
- andronavi
- Gmail
- Google Maps / Latitude / ナビ / プレイス
- YouTube
- Google Talk
- ニュースと天気
- メール
- Google検索 / ボイスサーチ
- トルカ
- ドコモ海外利用アプリ
- 地図アプリ（トライアル版）
- 楽天オークション
- iチャネル
- Delivery DJ（amadana Brownのみ）
- amadanaソーシャルクラシファイド（amadana Brownのみ）、
- 旅比較ねっと

## 主な機能
| 主な対応サービス                   | 主な対応サービス                                                    | 主な対応サービス                       | 主な対応サービス                                 |
| ---------------------------------- | ------------------------------------------------------------------- | -------------------------------------- | ------------------------------------------------ |
| タッチパネル                       | FOMAハイスピード14Mbps(受信)／5.7Mbps(送信)                         | Bluetooth                              | DCMX／おサイフケータイ                           |
| iアプリオンライン／地図アプリ      | 直感ゲーム／メガiアプリ                                             | iウィジェット                          | マチキャラ／iコンシェル(※)                       |
| ホームU／ポケットU                 | GPS／ケータイお探し                                                 | デコメール／デコメ絵文字／デコメアニメ | iチャネル                                        |
| 着もじ                             | テレビ電話／キャラ電                                                | ケータイデータお預かりサービス         | フルブラウザ                                     |
| おまかせロック／バイオ認証         | 外部メモリーへiモードコンテンツ移行／ユーザーデータ一括バックアップ | トルカ                                 | iC通信／iCお引越しサービス                       |
| きせかえツール／ダイレクトメニュー | バーコードリーダ／名刺リーダ                                        | 2in1                                   | エリアメール／ソフトウェアーアップデート自動更新 |
| GSM／3Gローミング（WORLD WING）    | 着うたフル／うた・ホーダイ                                          | Music&Videoチャネル／ビデオクリップ    | デジタルオーディオプレーヤー(WMA)(MP3)           |

※オートGPS対応

## 歴史
- 2011年4月19日 - FCC通過
- 2011年5月2日 - JATE通過
- 2011年5月12日 - TELEC通過
- 2011年5月16日 - NTTドコモより発表
- 2011年6月15日 - ドコモショップにて事前予約受付開始
- 2011年6月24日 - 発売
- 2011年7月5日 - 販売台数11万台突破 [4]
- 2011年8月11日 - 新色Royal Blackを発表 [5]
- 2011年9月2日 - 新色Royal Blackの事前予約開始
- 2011年9月10日 - Royal Black発売

## 不具合・ソフトウェア更新
2011年7月7日に以下の不具合の修正がソフトウェアアップデートによって行われた。
- 連絡先アプリの連絡履歴にて、絵文字が“□”で表示される場合がある。
- ブラウザなどの特定アプリケーションを長時間起動している場合に、本体が再起動する場合がある。

2011年8月31日に以下の不具合の修正がソフトウェアアップデートによって行われた。
- 時計ウィジェットの時刻がまれに更新されなくなる場合がある。
- ブラウザで新しいページを表示する際に、まれに既に開かれているウィンドウが正常に動作しない場合がある。

2011年12月19日以下の不具合の修正と機能の追加がソフトウェアアップデートによって行われた。
- 壊れた画像を壁紙として設定した後に再起動を行うと待受画面でフリーズする場合がある。
- エリアメールへの対応

2012年4月10日に以下の不具合の修正がソフトウェアアップデートによって行われた。
- 海外の一部地域において、まれに正常に通信できない場合がある。

2014年4月7日に以下の不具合の修正がソフトウェアアップデートによって行われた。
- iチャネルの特定コンテンツにて、一部の絵文字が不鮮明に表示される場合がある不具合を修正する。
- Royal Black・Champagne Gold・Premium Roseのビルド番号がA1001601、A1002301、A1002801、A1003601、A1003701、A1004001からA1004301に、amadana Brownのビルド番号がA3001601、A3002301、A3002801、A3003601、A3003701、A3004001からA3004301になる。